# Comuna Ozereanî, Henicesk
Ozereanî (în ucraineană Озеряни) este o comună în raionul Henicesk, regiunea Herson, Ucraina, formată din satele Komisarivka, Novîi Azov, Ozereanî (reședința), Pcilka și Perekop.

## Demografie
Componența lingvistică a comunei Ozereanî
     Ucraineană (50,24%)
     Rusă (49,76%)
Conform recensământului din 2001, majoritatea populației comunei Ozereanî era vorbitoare de ucraineană (50,24%), existând în minoritate și vorbitori de rusă (49,76%).